# Songdo-gap
Songdo-gap är en udde i Nordkorea.   Den ligger i provinsen Hamnam, i den centrala delen av landet, 250 km öster om huvudstaden Pyongyang.
Terrängen inåt land är huvudsakligen platt, men åt nordväst är den kuperad. Havet är nära Songdo-gap åt sydost.  Närmaste större samhälle är Yuktae-dong, 14,4 km väster om Songdo-gap. 